# Hot Lips Page

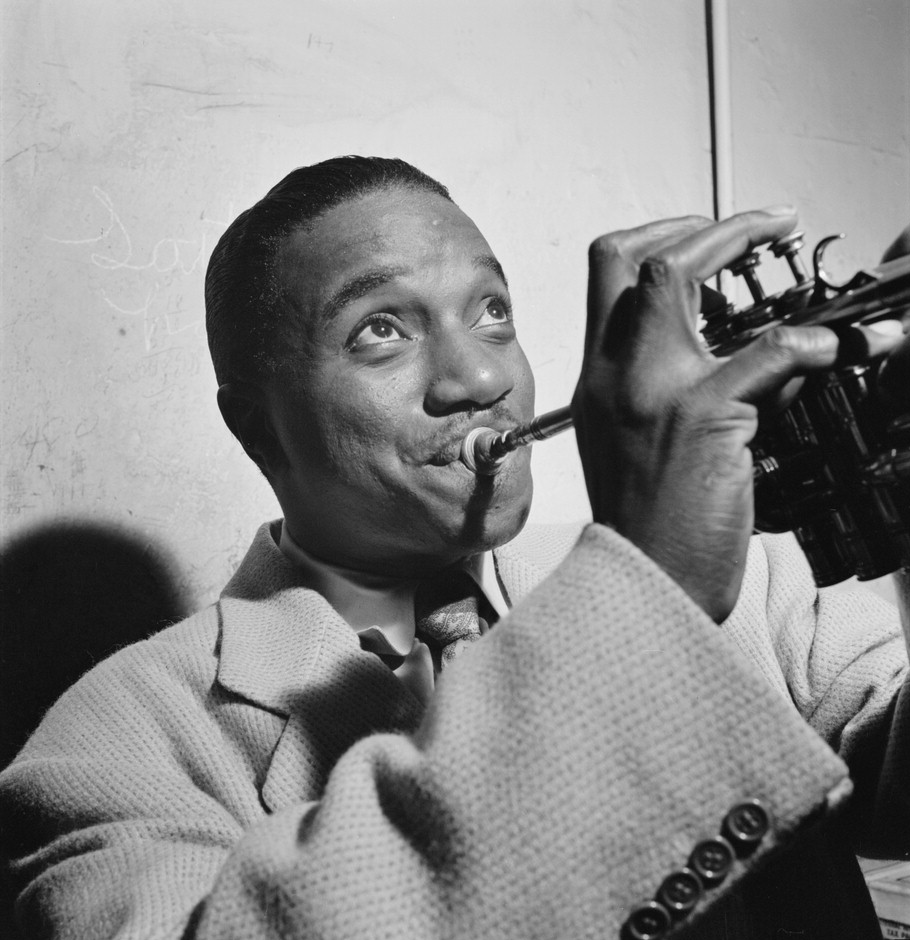
Hot Lips Page, ca. Juni 1946.
Fotografie von William P. Gottlieb.

Oran Thaddeus Page, genannt Hot Lips, (* 27. Januar 1908 in Dallas, Texas; † 5. November 1954 in New York) war ein amerikanischer Jazztrompeter und Sänger.

## Leben und Wirken
Page spielte schon als Zwölfjähriger in der lokalen Kinder-Brass Band von Budd Johnson. 1923, mit 15 Jahren, wurde er professioneller Musiker und arbeitete im Zirkus und in Ballhäusern. Er begleitete auch die Blues-Sängerinnen Bessie Smith, Ma Rainey und Ida Cox. 
Er hörte die Schallplatten von Louis Armstrong, der alle jungen Trompeter begeisterte. Um sein Idol live zu hören, fuhr Page 1926 nach Chicago.
1927 schloss er sich der ersten renommierten Band an, dem Blue Devils Orchestra, das von dem Bassisten Walter Page (seinem Halbbruder) geleitet wurde. Mit seinem feurigen Stil wurde er schnell eine Attraktion dieser Territory Band. Im November 1929 entstanden in Kansas City die einzigen Schallplattenaufnahmen der legendären Band: der Blue Devil Blues, gesungen von Jimmy Rushing, und Squablin´ mit einem feinen Solo von Hot Lips Page auf der gestopften Trompete in seinem nun schon voll entwickelten eigenen Stil, den der Jazzforscher T. B. Weeks preaching style nennt. Page deklamierte, predigte. 
Im Laufe des Jahres 1930 verließen wichtige Musiker die Blue Devils und gingen zu Bennie Moten's Kansas City Orchestra. Page folgte Anfang 1931. Moten leitete die seit 1925 führende Band in Kansas City und baute sie zu einer Bigband aus, die über zwei Bläsersätze und hervorragende Solisten verfügte. Bei der berühmten Aufnahmesitzung für Victor im Dezember 1932 gab es fünf Blechbläser, darunter Hot Lips Page, und drei Holzbläser, darunter der Tenorsaxophonist Ben Webster, sowie vier Mann in der Rhythmusgruppe mit Count Basie am Klavier. Es entstanden zehn Aufnahmen, die den Höhepunkt des Kansas-City-Stils markieren und in ganz Amerika Eindruck machten. 
Kansas City war von den 1920er Jahren bis 1940 ein Eldorado des Jazz, weil Musiker leicht Arbeit fanden trotz Prohibition und Depression. Page blieb bei Bennie Moten bis zu dessen Tod 1935. Er spielte in wechselnden kleinen Besetzungen in verschiedenen Clubs, gerne im Sunset, wo Pete Johnson das Piano bediente und der Barmann Joe Turner den Blues dazu sang. Page war dort immer willkommen mit Trompete und Gesang. Außerdem nahm er an jeder Jamsession teil oder initiierte sie selbst. Count Basie etablierte sich im Reno Club und beschäftigte einige der Kollegen aus der Moten Band, drei Trompeter, drei Holzbläser und drei für den Rhythmus, darunter auch Bassist Walter Page. Lips Page war freischaffend Master of Ceremonies im Reno und häufig Trompetensolist. 
Die Musik dieser ersten Basie Band war die Fortsetzung des Moten-Stils, riff-orientiert und ohne geschriebene Arrangements, obwohl ja die Bläsergruppen zusammenwirken mussten. Aber das war geübt, man hatte es im Kopf. Frei entfalten konnten sich die Solisten, vor allem Hot Lips Page, der Tenorsaxophonist Lester Young und natürlich Basie am Piano. Die kräftigen Bläsergruppen, der lockere Ensemble-Klang und der treibende Rhythmus zeichneten die Band aus. Maßgeblich für den Erfolg wurden die Radioübertragungen, die regelmäßig über einen starken Sender in bester technischer Qualität ausgestrahlt wurden. 
Der Plattenproduzent und Talentsucher John Hammond hörte die Basieband in Chicago im Autoradio, schrieb eine begeisterte Kritik und bewirkte damit, dass die Konkurrenz schneller handelte als er. Der Manager von Louis Armstrong, Joe Glaser, eilte nach Kansas City ins Reno, hörte den sensationellen Trompeter mit Entertainer-Qualitäten und erkannte in Lips Page den kommenden Star. Er bot ihm sofort einen Vertrag für eine von ihm in New York zu gründende Bigband an, während der Count einen Schallplattenvertrag mit der Decca schloss und mit seinen „Barons of Rhythm“ schon im November 1936 nach Chicago reiste. 
Page blieb noch ein paar Wochen im Reno Club, bis er mit seiner Frau zu Weihnachten 1936 in Harlem ankam. Er spielte anschließend in den Jazzclubs der 52nd Street von New York als Bandleader und Solist, wobei er einen Hang zum Rhythm and Blues im Stile von Louis Jordan entwickelte.

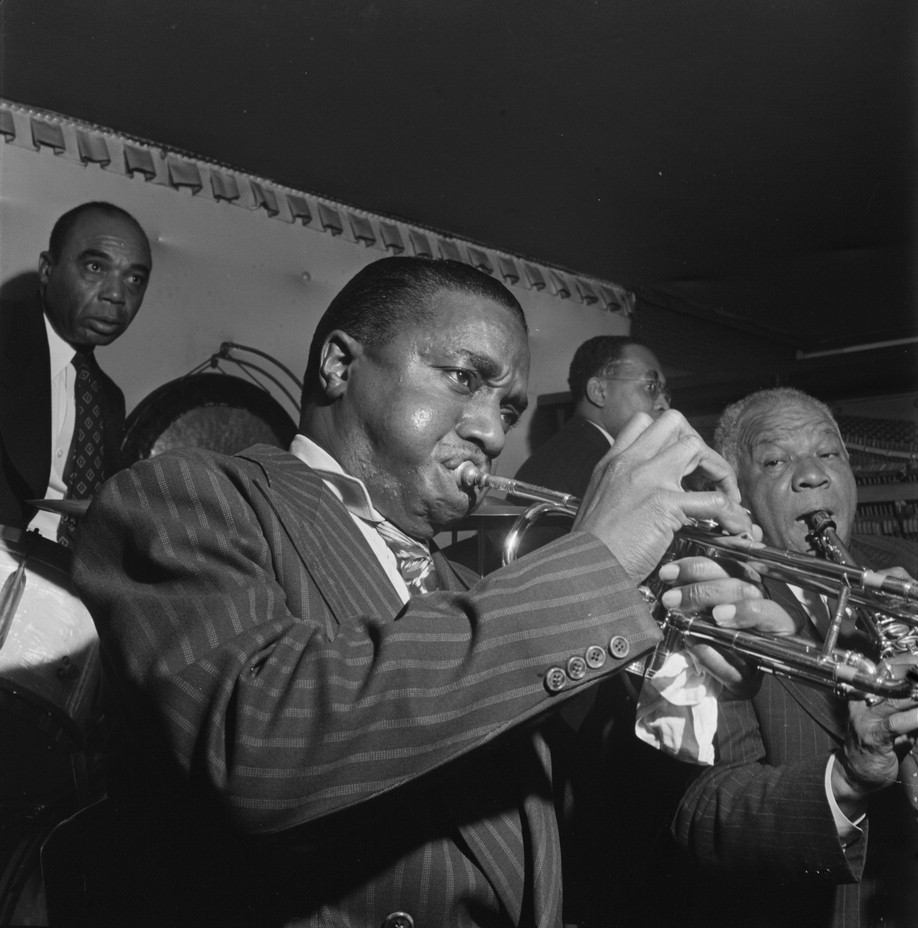
Page (vorn) mit Sidney Bechet,
ca. Juni 1947. Foto Gottlieb

Ende Mai 1938 gelang ihm sein einziger Erfolg in den Billboard-Charts, als seine Instrumental-Version des Ellington-Songs „I Let a Song Go Out of My Heart“ Rang 9 der Hitparade erreichte. 1941 spielte er auch mit Artie Shaw, hatte aber das Pech, dass ihre gemeinsame Hit-Single „St. James Infirmary“ dann auf den Markt kam, als Shaw seine Band auflöste. Weitere bekannte Nummern, die er mit Shaw einspielte, waren „Blues in the Night“, „Take Your Shoes off, Baby“ und „Motherless Child“. Er wirkte außerdem in dieser Zeit an Aufnahmen von Joe Turner, Pete Johnson, Eddie Condon, Mezz Mezzrow und Ben Webster mit.

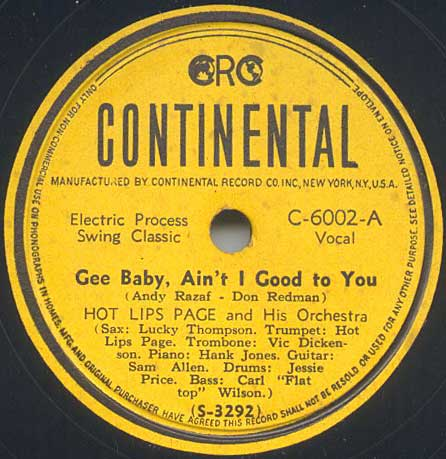
78er mit einer Gesangsnummer von Hot Lips Page: „Gee Baby, Ain't I Good for You“

Er galt auch als guter Sänger im Rhythm-and-Blues-Idiom, u. a. zu hören in seinen Titel „Old Yazoo“ (1941) und dem von ihm während seiner Militärzeit geschriebenen „Uncle Sam Blues“ (1944) mit der Zeile „Uncle Sam ain't no woman / You know he sure can take your man“, für den Autor Will Friedwald »beispielhaft für die Art jenes Humors, die sich durch Pages Werk zieht«. 1944 entstand außerdem „You Need Coachin'“ bei seinen Aufnahmen für Commodore Records mit Earl Bostic, Clyde Hart und Don Byas. Er nahm am Festival International 1949 de Jazz in Paris teil und spielte 1953 und 1954 in Belgien und Frankreich.

## Diskographische Hinweise
- Pagin' Mr. Page: His Greatest Recordings 1932–1946 (ASV)
- The Chronological Hot Lips Page 1938–1940 (Classics) mit Don Byas, Pete Johnson, Don Stovall
- The Chronological Hot Lips Page 1940–1944 (Classics) mit Vic Dickenson, Benny Morton, Ben Webster, Ike Quebec, Lucky Thompson, Leonard Feather, Hank Jones
- After Hours in Harlem (HighNote, 1940/41) mit Thelonious Monk, Herbie Fields, Tiny Grimes
- Commodore Classics – Swing Street Showcase: Jonah Jones/Hot Lips Page (Commodore, 1944/45)
- Dr. Jazz Volume 6 – 1951–1952 (Storyville) Rundfunkmitschnitte mit Wild Bill Davison, Eddie Barefield, Peanuts Hucko, Pee Wee Russell, Eddie Safranski